# Robert-Kolb-Weg
Der Robert-Kolb-Weg ist ein Hauptwanderweg im Vereinsgebiet des Sauerländischen Gebirgsvereins und besitzt wie auch all die anderen Hauptwanderstrecken als Wegzeichen das weiße Andreaskreuz X, an Kreuzungspunkten um die Ziffer 6 erweitert.
Er beginnt im Hagener Ortsteil Eilpe und führt über Rummenohl, Schalksmühle, Brügge, die Nordhelle, Attendorn, die Hohe Bracht, den Kahlen Asten und Medelon zur Burg Hessenstein in Hessen. Bis 2017 führte der Weg noch bis nach Bad Wildungen, jedoch wird dieses Teilstück nicht länger gewartet.
Auf der Wegstrecke werden mit der Nordhelle, der Hohen Bracht und dem Kahlen Asten drei aussichtsreiche Berge im Sauerland überquert. Benannt wurde der Weg nach Robert Kolb, Anfang des 20. Jahrhunderts Hauptwegewart des SGV, der die Grundzüge des noch heute so bestehenden Wanderwegenetzes des SGV schuf.
Von der Hohen Bracht bis Ederbringhausen verläuft der Wanderweg der Deutschen Einheit auf etwa 80 km auf dem Robert-Kolb-Weg.